# Das kleine Zimmer
Das kleine Zimmer ist ein im Jahr 2010 erschienener Spielfilm der Schweizer Regisseurinnen Stéphanie Chuat und Véronique Reymond. Der Film über eine Altenpflegerin, die ihr Kind bei der Geburt verloren hat, und einen älteren Herrn, der ins Pflegeheim abgeschoben werden soll, gewann im selben Jahr u. a. den Schweizer Filmpreis Quartz für den Besten Film und das Beste Drehbuch und war der Schweizer Oscar-Beitrag 2011 für den Besten Fremdsprachigen Film.
Der Film ist eine schweizerisch-luxemburgische Koproduktion von Vega Film/Iris Productions. In den Hauptrollen spielen Michel Bouquet und Florence Loiret Caille.
In Deutschland startet der Film am 29. September 2011 im Arsenal Filmverleih.

## Handlung
Edmond ist ein älterer Herr, der beharrlich seine Unabhängigkeit verteidigt. Er weigert sich, in ein Altenheim zu gehen und lehnt auch die Hilfe der Hauspflegerin Rose ab, die ihr Kind bei der Geburt verloren hat. Als Edmond nach einem Sturz von seinem Sohn gegen seinen Willen in ein Pflegeheim abgeschoben wird, nimmt ihn Rose bei sich auf. Dort zieht er in das Zimmer, das für Roses Kind vorgesehen war, und hilft ihr damit, ihre Trauer zu bewältigen. Zwischen den beiden entwickelt sich eine Freundschaft, in der er seine Unabhängigkeit behält und sie ihre Freiheit von der Trauer wiedergewinnt.

## Rezeption
Das kleine Zimmer wurde weltweit auf verschiedenen Filmfestivals gezeigt, so z. B. in Locarno, auf dem Filmfest Montréal, bei den Hofer Filmtagen, bei den Pariser Filmfestspielen oder beim Palm Springs International Film Festival.
2011 erhielt Das kleine Zimmer den Schweizer Filmpreis Quartz für den Besten Film und das Beste Drehbuch.
In der Schweiz kann der Film bereits 75.000 Zuschauer verzeichnen.